# Bonebreakers
Bonebreakers MMA Team, o simplemente Bonebreakers, es una academia y un equipo deportivo de artes marciales mixtas (MMA) originario de México, que cuenta con presencia en casi todos los estados de la República. Peleadores y peleadoras de sus academias han participado en torneos y ligas nacionales e internacionales. Es miembro de la Federación de Artes Marciales Mixtas Equidad y Juego Limpio (FAMM-EJL).

## Reseña histórica

### Primeros años
Iniciados en las artes marciales a través del Kung Fu los hermanos Raúl, Fernando y Daniel Salas, nacidos en Iztapalapa, junto a los hermanos, originarios de Ciudad Nezahualcóyotl, Augusto «Dodger» Montaño y Érick "Perry" Montaño, componen la cabeza del equipo desde sus comienzos.

### Galvan Combat Systems y creación de Bonebreakers
En los primeros años del siglo XXI, conocen en Los Ángeles a Jess Galván y su sistema de lucha (Galvan Combat Systems) y deciden adoptarlo a la vez que dan el salto al MMA como peleadores. De este aprendizaje resulta la puesta en marcha en México de su propia escuela y su equipo de pelea.

### UFC e Internacionalización
La década de 2010 significó la consolidación de la academia y su entrada en el circuito internacional que les ha llevado a participar en campeonatos en varios países de América, Europa y Oriente Medio.
Dodger Montaño ha estado vinculado a la Ultimate Fighting Championship (UFC) participando en diferentes combates entre 2014 y 2016.
En las temporadas 2015 y 2016 participaron en The Ultimate Fighter: Latin America 2, con Danny «Cazador» Salas en la categoría de peso ligero y «Perry» Montaño, que resultó vencedor, en peso wélter) y The Ultimate Fighter: Latin America 3, que contó con Leo Rodríguez.
Bonebreakers ha participado de manera activa en la creación y la consolidación del Consejo Latinoamericano de Artes Marciales Mixtas (CLAMM) y la Federación de Artes Marciales Mixtas-Equidad y Juego Limpio (FAMM-EJL) con el objetivo de que las artes marciales mixtas tengan una estructura regulada y estable en México, tanto a nivel amateur como profesional.  
En febrero de 2018, Montaño es nombrado instructor jefe (o head coach) del equipo Bonebreakers sustituyendo a Raúl «Senk» Salas.

## En la cultura popular
En el documental La lucha en el camino realizado en 2016 por Jesús Martín se abordan los orígenes y la evolución de los Bonebreakers, así como los planteamientos básicos sociales y deportivos del equipo y su cercanía a la cultura alternativa.